# Huetter (Idaho)
Huetter é uma cidade localizada no Estado americano de Idaho, no Condado de Kootenai.

## Demografia
Segundo o censo americano de 2000, a sua população era de 96 habitantes.
Em 2006, foi estimada uma população de 98, um aumento de 2 (2.1%).

## Geografia
De acordo com o United States Census Bureau tem uma área de
0,0 km², dos quais 0,0 km² cobertos por terra e 0,0 km² cobertos por água.

## Localidades na vizinhança
O diagrama seguinte representa as localidades num raio de 12 km ao redor de Huetter.